# Годзешув
Годзешув (пол. Godzieszów, нім. Günthersdorf) — село в Польщі, у гміні Новоґродзець Болеславецького повіту Нижньосілезького воєводства.
Населення — 590 осіб (2011).
У 1975-1998 роках село належало до Єленьогурського воєводства.

## Демографія
Демографічна структура станом на 31 березня 2011 року:
|          | Загалом | Допрацездатний вік | Працездатний вік | Постпрацездатний вік |
| -------- | ------- | ------------------ | ---------------- | -------------------- |
| Чоловіки | 273     | 51                 | 195              | 27                   |
| Жінки    | 317     | 71                 | 183              | 63                   |
| Разом    | 590     | 122                | 378              | 90                   |